# Sainte-Lucie-de-Tallano
Sainte-Lucie-de-Tallano (korsisch Santa Lucia d'Attallà oder Santa Lucia di Tallà; italienisch Santa Lucia di Tallano), eine französische Gemeinde mit 382 Einwohnern (Stand 1. Januar 2022), liegt in 500 bis 900 m Höhe, im Sartenai, im Süden von Korsika, im Kanton Sartenais-Valinco, inmitten von Obst-, Oliven- und Weingärten.

## Bevölkerungsentwicklung
| Jahr                       | 1962 | 1968 | 1975 | 1982 | 1990 | 1999 | 2009 | 2016 |
| Einwohner                  | 675  | 626  | 513  | 362  | 424  | 392  | 447  | 444  |
| Quellen: Cassini und INSEE |      |      |      |      |      |      |      |      |

## Kloster Saint-François

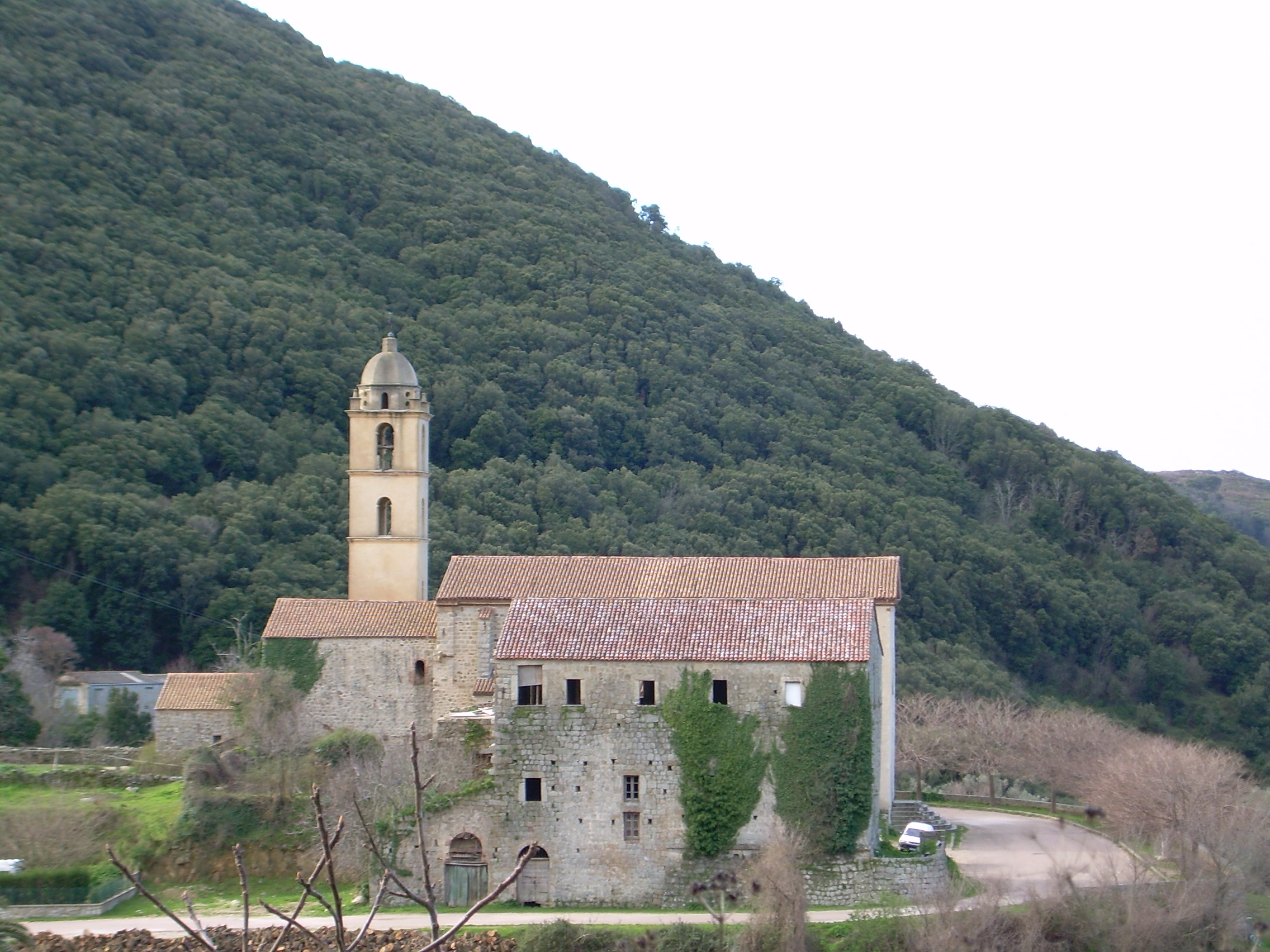
Kloster St-François

Oberhalb des Ortes liegt das Franziskanerkloster Saint-François, das im Jahre 1492 von Graf Rinuccio della Rocca, einem bedeutenden Feudalherren des 15. Jahrhunderts, gegründet wurde. In der Kirche standen einst die beiden vom Gründer gestifteten Retabel, die heute im Rathaus des Ortes zu besichtigen sind. Ein drittes Tafelbild, mit der Darstellung der Krönung der Jungfrau wurde 1928 gestohlen. Die aus dem 16. Jahrhundert stammenden Bilder zeigen die Kreuzigung und die Jungfrau mit dem Kind, die dem kaum bekannten „Meister von Castelsardo“ bzw. seiner Schule zugeschrieben werden. Der auf Sardinien arbeitende Maler, stammt wahrscheinlich aus Katalonien oder Valencia. Spanische Einflüsse bemerkt man auf beiden Gemälden. Die Landschaft, die Architektur und einige realistische Details bezeugen jedoch auch flämischen Einfluss. Die Tafelbilder liegen stilistisch am Beginn der Renaissance.

## Pfarrkirche
In der Pfarrkirche befindet sich an einem Pfeiler ein Flachrelief aus weißem Marmor, das auch von Rinuccio della Rocca gestiftet wurde. Die graziöse Jungfrau mit dem Kind auf dem Schoß erinnert an florentinische Skulpturen des 15. Jahrhunderts. Hinter der Kirche steht ein befestigtes Haus mit Pecherkern und Schießscharten, in dem sich die Bewohner des Ortes bei Gefahr verschanzten.

## Bronzezeitliche Denkmäler
Diese erst 1959 bei Luftaufnahmen entdeckte Anlage von Castellu di Cucuruzzu liegt auf dem etwa 900 m hohen Granitplateau Pianu di Levie, von dem man den gesamten Bergkessel des Rizzanese überblicken kann. In der Nähe liegt Capula. Beides sind Anlagen der Torre-Kultur.

## Orbiculit
In einem Steinbruch südlich von Sainte-Lucie-de-Tallano kommt als geologische Rarität der Kugeldiorit oder Orbiculit (franz. Diorite orbiculaire) aus konzentrisch aufgebauten Kugelschalen vor. Kugeldiorit ist außer von einigen anderen Vorkommen um Ajaccio noch aus Finnland, Schweden und Niederösterreich bekannt.